# Peter Thiede
Peter Thiede, född den 13 februari 1968 i Ueckermünde i Tyskland, är en tysk roddare.
Han tog OS-silver i åtta med styrman i samband med de olympiska roddtävlingarna 1996 i Atlanta.